# Torre Azadi
La torre Azadi (in persiano برج آزادی‎, Borj-e Āzādi, lett. "Torre della libertà"), precedentemente conosciuta come Shahyād Āryāmehr (in persiano شهیاد آریامهر‎; lett. "Torre commemorativa del Re"), è un monumento situato nella piazza omonima di Teheran, capitale dell'Iran. Simbolo della città, ne segna l'ingresso occidentale.
La torre, alta 45 metri, è stata commissionata dall'ultimo Scià d'Iran Mohammad Reza Pahlavi in occasione della celebrazione dei 2500 anni dell'Impero Persiano e completata nel 1971. È anche il chilometro zero del Paese. L'architetto Hossein Amanat ha progettato la torre sullo stile architettonico iraniano post-classico – che prende ispirazione dall'architettura achemide, sasanide e islamica –, divenuto un'influenza popolare sull'arte negli anni Sessanta, a seguito dello scoppio della Rivoluzione bianca.

## Storia
Fu costruita nel 1971 dall'architetto bahai Hossein Amanat in occasione delle cerimonie organizzate dall'ultimo Scià Mohammad Reza Pahlavi per festeggiare il 2500º anniversario della fondazione dell'Impero achemenide da parte di Ciro il Grande (in persiano جشنهای دوهزار و پانصد ساله شاهنشاهی‎). Il progetto fu per lo più finanziato da un gruppo di cinquecento industriali iraniani.

## Architettura
L'architetto Hossein Amanat vi profuse una concezione basata sull'architettura iraniana classica e post-classica.
La torre è alta circa 45 metri (148 piedi) ed è completamente rivestita in marmo tagliato. Fu costruita con marmo bianco di pietra dalla regione di Esfahan; il monumento comprende 8.000 blocchi di pietra. Le pietre furono tutte localizzate e fornite da Ghanbar Rahimi, ma ci fu l'innovativo uso di computer per "definire le sue complesse superfici tessute". Il principale appaltatore per la costruzione della torre fu la MAP Company, supervisionata da Ghaffar Davarpanah Varnosfaderani, un rinomato scalpellino iraniano.

## Galleria d'immagini

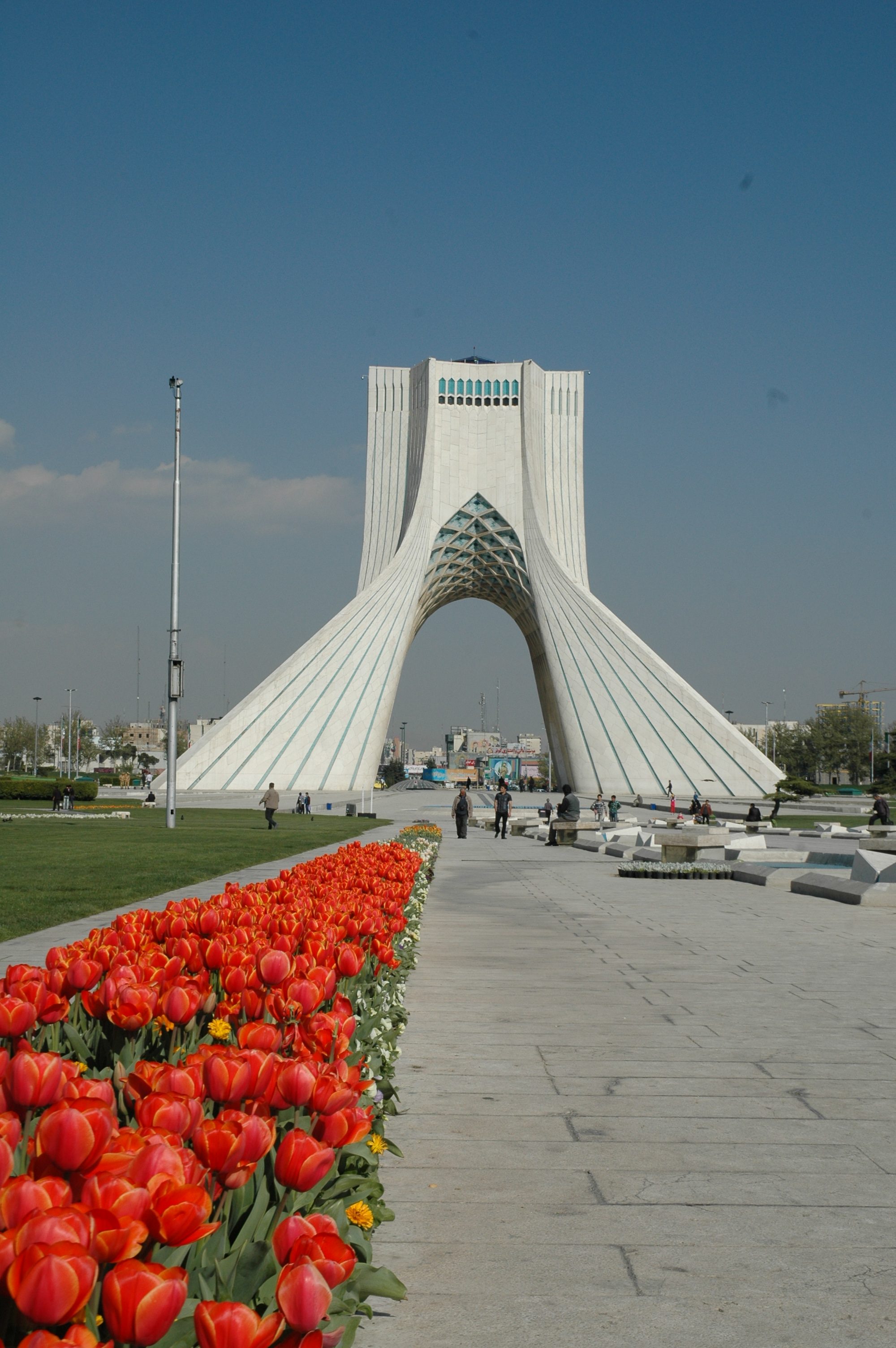
La Torre Azadi in Piazza Azadi a Teheran
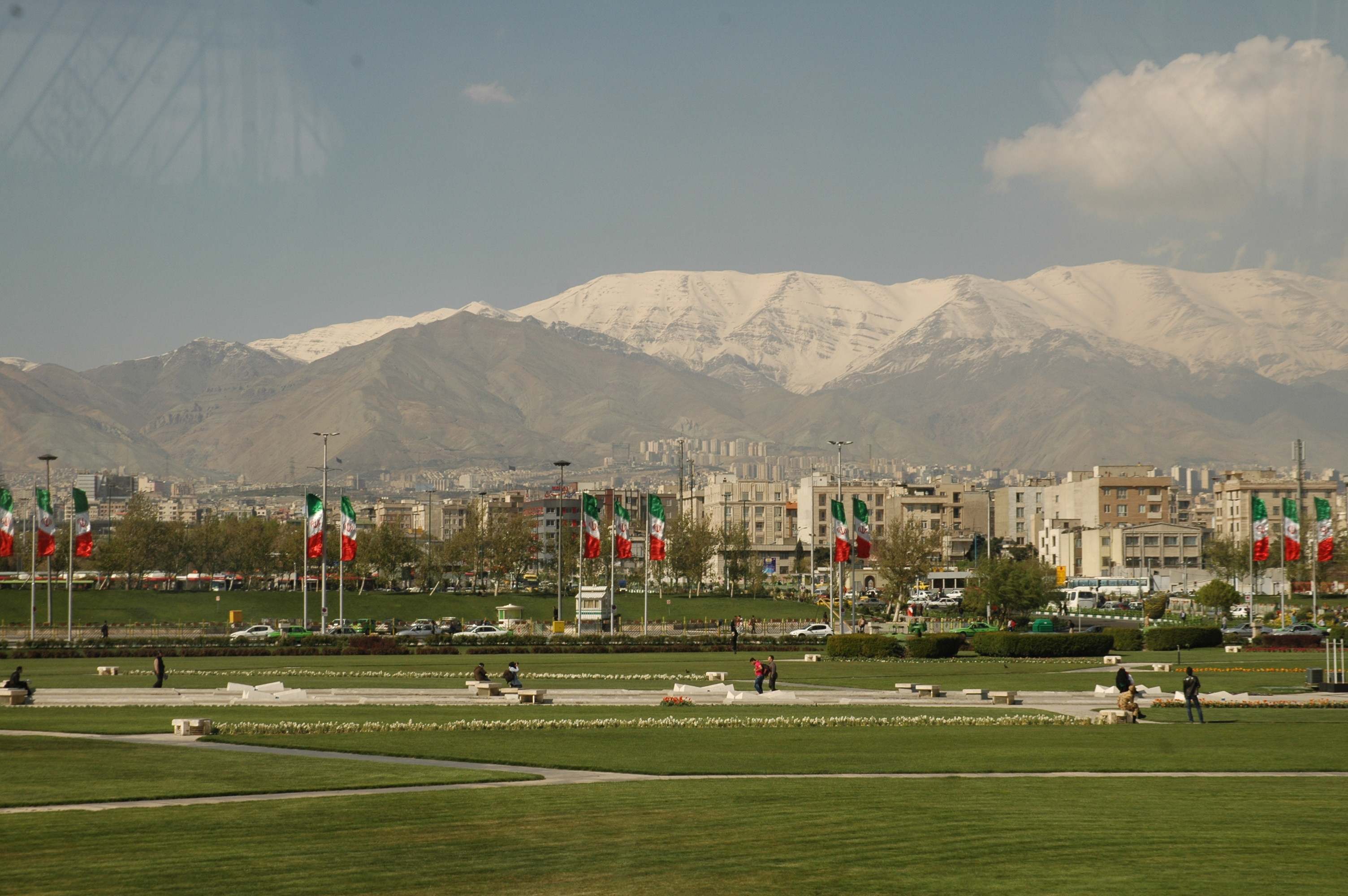
La Piazza Azadi, sede della Torre Azadi
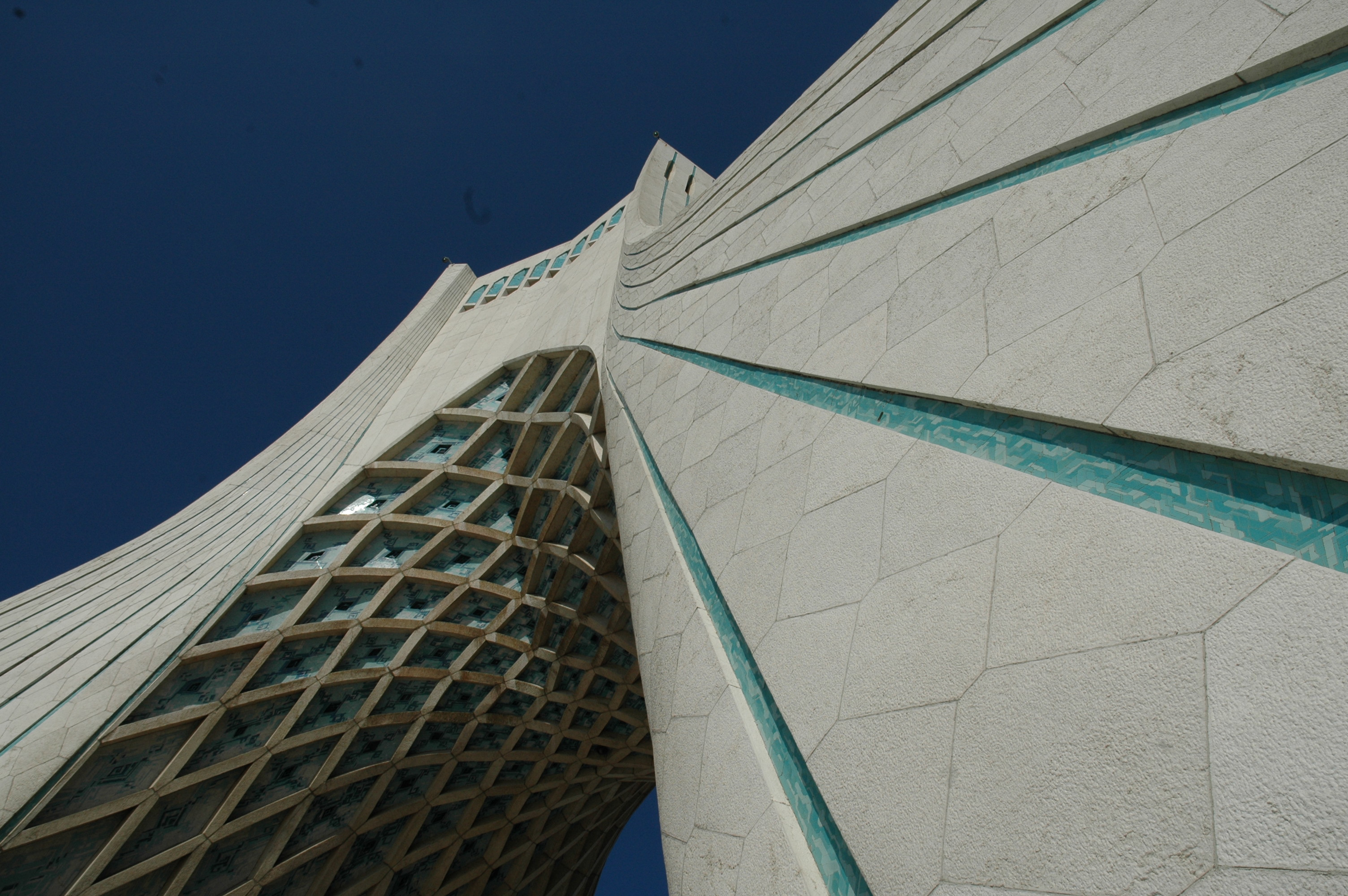
La Torre Azadi dal basso
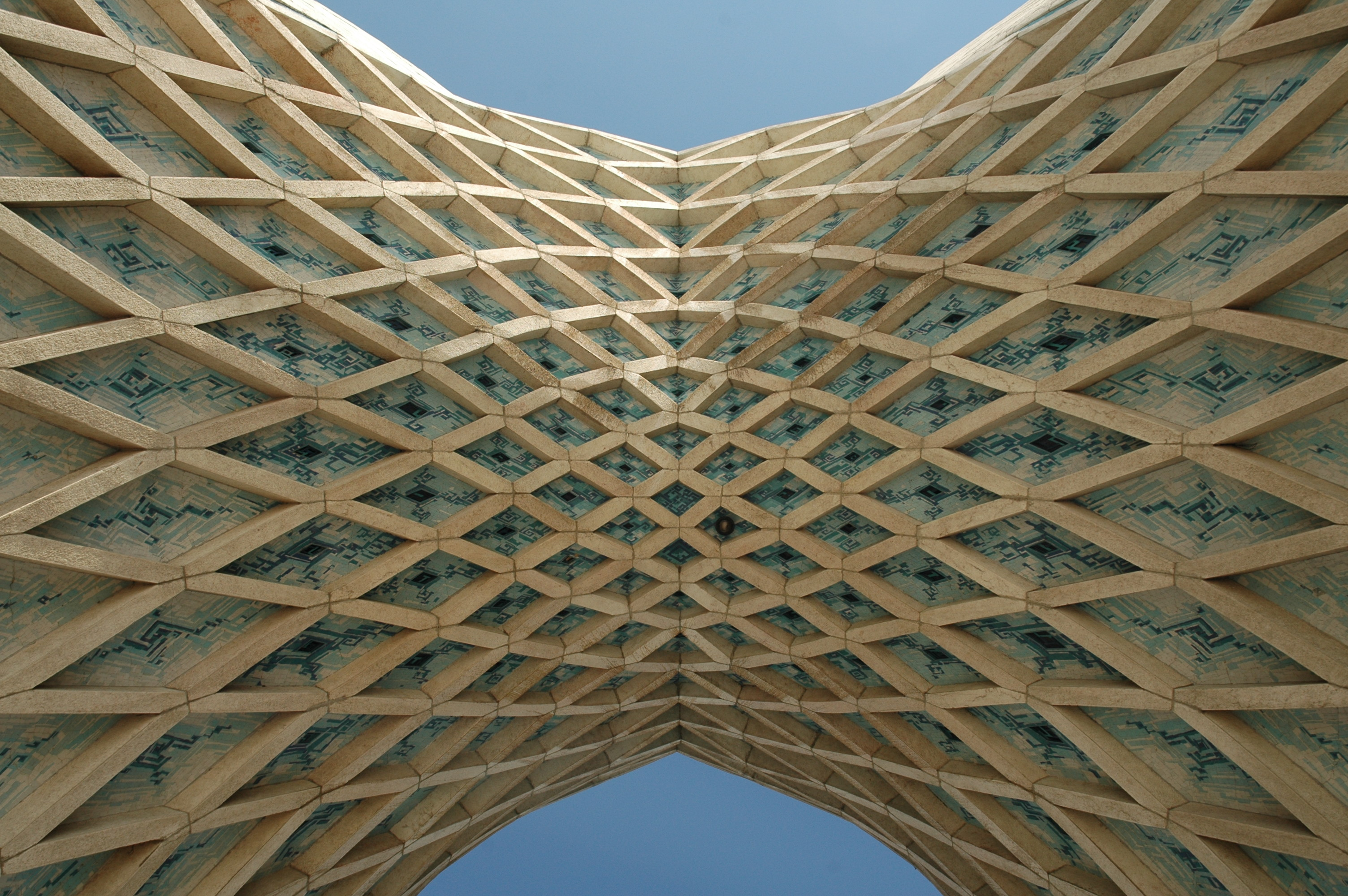
Particolare architettonico della Torre dal basso